# Ranunculus afghanicus
Ranunculus afghanicus är en ranunkelväxtart som beskrevs av James Edward Tierney Aitchison och Hemsl.. Ranunculus afghanicus ingår i släktet ranunkler, och familjen ranunkelväxter. Inga underarter finns listade i Catalogue of Life.